# SSF Fortuna Bonn
SSF Fortuna Bonn war eine Volleyball-Spielgemeinschaft aus Bonn.

## Geschichte
Die Volleyball-Männer des SC Fortuna Bonn und der SSF Bonn spielten in den 1970er und 1980er Jahren als Konkurrenten in der Bundesliga und gewannen die Deutsche Meisterschaft und den DVV-Pokal. Nach dem Rückzug beider Mannschaften schlossen sich 1996 die Volleyballabteilungen beider Vereine als „SSF Fortuna Bonn“ zusammen. 2002 wechselten die Männer des Regionalligisten TV Menden zur SSF Fortuna und stiegen 2003 in die zweite Bundesliga Nord auf. Nach dem Abstieg 2005 gelang 2006 der sofortige Wiederaufstieg. Nach dem erneuten Abstieg 2009 in die Regionalliga stiegen die Männer 2014 in die dritte Liga West auf und spielten dort bis 2017. Die Frauen spielten von 2012 bis 2015 und wieder ab 2017 in der dritten Liga West und stiegen 2020 in die zweite Bundesliga Nord auf. Nach dem Abstieg 2022 und einer weiteren Saison 2022/23 in der dritten Liga West löste sich die Spielgemeinschaft auf. Die spielenden Mannschaften starten seitdem für den SSF Bonn.